# Amara Debbache
Amara Debbache né en 1918 au Kef et mort en 1977 à Neauphle-le-Château, est un peintre tunisien qui fait partie des pionniers de la peinture tunisienne.

## Jeunesse et débuts artistiques
C'est un artiste autodidacte, qui développe un talent pour le dessin et la peinture. Originaire de l'Ouest tunisien et orphelin très jeune, il expose pour la première fois au Salon tunisien en 1935, à l'âge de 17 ans. Ses paysages et études de nus attire l'attention. Il travaille comme dessinateur à l'Office des arts indigènes et s'installe à Sidi Bou Saïd, avant de partir en exil en France après la Seconde Guerre mondiale.

## Retour en Tunisie et reconnaissance tardive
Dans les années 1960, il retourne en Tunisie et participe à l'ornementation de bâtiments civils. Malgré sa discrétion, il prend part à quelques expositions, dont le Salon tunisien en 1968. En 1967, une rétrospective de ses œuvres est organisée par la Galerie municipale de Tunis, permettant au public tunisien de découvrir son travail. Ses tableaux se caractérisent par une composition équilibrée, des formes géométrisées et son utilisation des couleurs. Cependant, il ne réussit pas à s'intégrer pleinement dans le milieu artistique tunisien et retourne en France en 1974, où il s'installe avec sa famille. Il met fin à ses jours trois ans plus tard.

## Héritage et reconnaissance posthume
La reconnaissance de son talent en Tunisie est tardive. L'artiste algérien Abdallah Benanteur, lors de la visite de son atelier, écrit : « Je crois que la Tunisie tient en lui un dessinateur de génie, l'équivalent d'un Matisse ou d'un Derain ».
Il laisse derrière lui un héritage artistique témoignant de son talent pour le dessin et la sensibilité de son art. Sa contribution à l'art tunisien est reconnue après sa disparition.